# Francesca (Francesca Michielin)
Francesca è un singolo della cantautrice italiana Francesca Michielin, pubblicato il 30 maggio 2025.

## Descrizione
Il brano, un racconto autobiografico della cantautrice, è scritto dalla stessa Francesca Michielin con Antonio Caputo, in arte Kaput, Claudia Guaglione, in arte Galea, e Francesco Catitti, in arte Katoo, che ha anche curato la produzione.

## Accoglienza
Alvise Salerno di All Music Italia la definisce «una canzone indie rock» evitando il tormentone estivo, poiché «dimostra che quando una persona studia la materia, si impegna e conosce a menadito ciò su cui mette le mani allora è sicuro che il risultato che ne verrà fuori sarà ottimo».

## Video musicale
Il video musicale, diretto da Danilo Bubani, è stato pubblicato l'11 giugno 2025 attraverso il canale YouTube della cantautrice e vede la partecipazione dell'attrice Margherita Buy. A proposito del video la cantautrice ha raccontato:

## Tracce
Testi e musiche di Francesca Michielin, Antonio Caputo, Claudia Guaglione e Francesco Catitti.
1. Francesca – 3:15

## Riconoscimenti
- Premio Lunezia
  - 2025 – Premio Pop d'autore per il valore musical-letterario[13]